# Nam-Bok, le hâbleur
Nam-Bok, le hâbleur (titre original : Nam-Bok the Unveracious) est une nouvelle américaine de Jack London publiée aux États-Unis en 1902.

## Historique
La nouvelle est publiée initialement dans le périodique Ainslee's Magazine (en) en août 1902, avant d'être reprise dans le recueil Les Enfants du froid en septembre 1902.

## Éditions

### Éditions en anglais
- Nam-Bok the Unveracious, dans le périodique Ainslee's Magazine (en), août 1902.
- Nam-Bok the Unveracious, dans le recueil Children of the Frost, New York ,The Macmillan Co, septembre 1902.

### Traductions en français
- Nam-Bok, le hâbleur, traduit par Louis Postif, in Sciences et Voyages, juillet-août 1925.
- Nam-Bok, le hâbleur, traduit par François Specq, Gallimard, 2016[1].

## Sources
- « Bibliographie de Jack London », sur jack-london.fr (consulté le 19 mars 2024)